# Simone Rugiati
Simone Rugiati (Santa Croce sull'Arno, 24 maggio 1981) è un cuoco, conduttore televisivo e scrittore italiano.

## Biografia
Diplomatosi all'istituto alberghiero «Ferdinando Martini» di Montecatini Terme, dopo corsi e stage formativi in Italia e all'estero, ha lavorato come commis in alcuni ristoranti toscani. Nel 2002 è diventato chef del gruppo editoriale Hobby & Food di Parma e in seguito della rivista La mia cucina; ha diretto inoltre le riviste Buon appetito e Mangiar sano. Ha preso  parte al videoclip della canzone Un bacio senza fine di Jessica Morlacchi.

## Programmi televisivi
- La prova del cuoco[2] (Rai 1, 2002-2009)
- Il Piattoforte (Canale 5, 2005)
- Oggi cucino in... (Gambero Rosso Channel, 2006)
- SOS Simone (Gambero Rosso Channel, 2009)
- L'isola dei famosi 7 (Rai 2, 2010) - concorrente
- Cuochi e fiamme (LA7, 2011-2018; Food Network, dal 2018)
- Io, me e Simone (Gambero Rosso Channel, 2010-2013)
- Nudo e crudo (Gambero Rosso Channel, 2010-2013)
- Pechino Express - Avventura in Oriente (Rai 2, 2012) - concorrente
- Io, Simone e gli altri (Gambero Rosso Channel, 2013-2015)
- Food Maniac (LA7d web, dal 2013)[3]
- Tú sí que vales (Canale 5, 2016)
- Selfie - Le cose cambiano (Canale 5, 2016) - mentore
- Miss Italia Chef (LA7, 2017)
- Street Food Battle (Italia 1, 2017-2018)
- Ti regalo una storia (La 5, 2017-2018)
- Codice Rugiati (Alice, Alma TV, dal 2018)
- Food Advisor (Food Network, dal 2019)
- Shop, Cook & Win! (Nove, dal 2019)
- Giù in 60 secondi - Adrenalina ad alta quota (Italia 1, 2020) - concorrente

## Opere
- Stupire in cucina in 20′, DVD, Milano, Fabbri, 2007, ISBN 978-88-451-4372-4.
- Chef and the city: cucina metropolitana, Milano, Kowalski, 2009, ISBN 978-88-7496-760-5.
- (EN) Dessert: 250 recipes for delicious cakes, pies, pastries and more, recipes by Simone Rugiati, Licia Cagnoni; photographs by Davide Di Prato, Alberto Rossi, Milano, Leonardo, 2009, ISBN 978-88-6284-015-6.
- Il gusto di sedurre: le ricette e i segreti di uno chef da amare, Milano, Rizzoli, 2009, ISBN 978-88-17-03292-6.
- Storie di brunch: racconti e ricette per gustare e condividere la domenica in compagnia, Milano, Rizzoli, 2010, ISBN 978-88-17-04235-2.
- 20 minuti non di più, collana Cucina per single. Dal dovere al piacere, Milano, Gedis, 2014, SBN CAG2064670.
- Dal freezer con furore, collana Cucina per single. Il gusto è servito, vol. 1, Milano, Gedis, 2014, SBN CAG2064646.
- Ho solo scatolette, collana Cucina per single. Il gusto è servito, vol. 2, Milano, Gedis, 2014, SBN CAG2064666.
- Casa Rugiati, Milano, Rizzoli, 2014, ISBN 978-88-17-06865-9.
- Le ricette del cuore, Roma, Cooker, 2018, ISBN 978-88-94381-71-9.
- La mia scuola di cucina per ragazzi curiosi, Milano, ElectaJunior, 2019, ISBN 978-88-918-2487-5.
- Prima la materia: la cucina italiana raccontata a modo mio, Milano, Gribaudo, 2021, ISBN 978-88-580-3768-3.